# غو جا تشول
غو جا تشول (بالكورية:구자철; مواليد 27 فبراير 1989) هو لاعب كرة قدم كوري جنوبي يلعب في منتخب كوريا الجنوبية لكرة القدم.
قدم اللاعب أداء رائع في بطولة كأس آسيا 2011 التي أقيمت في قطر حين سجل 5 أهداف ليكون هدافا لها. وفي يوم 30 يناير 2011 انتقل اللاعب بنجاح لنادي فولفسبورغ في الدوري الألماني ليوقع عقد مدته 3 سنوات ونصف في صفقة لم يكشف عن قيمتها و لعب لاحقاً في نادي الغرافة ونادي الخور في قطر.

## وصلات خارجية
- غو جا تشول على موقع الاتحاد الدولي (مؤرشف)  (الإنجليزية)
- غو جا تشول على موقع دوري كوريا الجنوبية (الإنجليزية)
- غو جا تشول على موقع إي إس بي إن إف سي (الإنجليزية)
- غو جا تشول على موقع قاعدة بيانات كرة القدم.إي يو (الإنجليزية)
- غو جا تشول على موقع بيانات كرة القدم. دي إي (الألمانية)
- غو جا تشول على موقع ناشيونال فوتبول تيمز (الإنجليزية)
- غو جا تشول على موقع Soccerbase.com (لاعب) (الإنجليزية)
- غو جا تشول على موقع Soccerway.com (الإنجليزية)
- غو جا تشول على موقع عالم كرة القدم.نت (الإنجليزية)
- غو جا تشول على موقع أوليمبيديا (الإنجليزية)

قالب:تشكيلة كوريا في كأس آسيا 2015